# George Wesley Buchanan
Pour les articles homonymes, voir Buchanan.
Cet article possède un paronyme, voir George Buchanan.
George Wesley Buchanan (25 décembre 1921 - 1er décembre 2019) est un bibliste américain qui est professeur de Nouveau Testament au Wesley Theological Seminary à Washington, D.C.. Il fait partie du comité consultatif de rédaction de la Biblical Archaeology Review.

## Biographie
Buchanan est ordonné ancien de l'Église méthodiste unie et est pasteur d'églises pendant quatorze ans.
Buchanan obtient sa B.A. au Simpson College, son B.D. au Garrett-Evangelical Theological Seminary, sa maîtrise à l'Université Northwestern et son doctorat à l'Université Drew.
Il bénéficie de plusieurs bourses de recherche : Horowitz Fellow, Scheuer Fellow, Rosenstiel Fellow, Association of Theological Schools Fellow, et Society of Biblical Literature Fellow. Il a également reçu le Alumni Achievement Award du Simpson College,.
De 1960 à 1990, il travaille comme professeur au Wesley Theological Seminary, où il est nommé professeur émérite.
G. W. Buchanan est auteur ou éditeur de plusieurs livres et fait partie du comité de rédaction et du comité consultatif de rédaction de la Biblical Archaeology Review.
Il collabore également chez Logos Bible Software avec, entre autres, la George Wesley Buchanan Collection (9 vols.), où il est placé comme bibliste, l'un des principaux défenseurs de la critique intertextuelle et l'un des meilleurs spécialistes de la Bible du XXe siècle.

## Ouvrages
- George Buchanan, To the Hebrews, Garden City: Doubleday, 1972 (ISBN 0-385-02995-0)
- George Buchanan, Jesus, the King and His Kingdom, Macon: Mercer, 1984 (ISBN 0-86554-072-1)
- George Buchanan, Introduction to Intertextuality, Lewiston: Mellen Biblical Press, 1994 (ISBN 0-7734-2387-7)
- George Buchanan, The Book of Revelation, Lewiston: Mellen Biblical Press, 1993 (ISBN 0-7734-2365-6)